# Police municipale (États-Unis)
 (février 2012).
Si vous disposez d'ouvrages ou d'articles de référence ou si vous connaissez des sites web de qualité traitant du thème abordé ici, merci de compléter l'article en donnant les références utiles à sa vérifiabilité et en les liant à la section « Notes et références ».
Pour les articles homonymes, voir Police municipale.

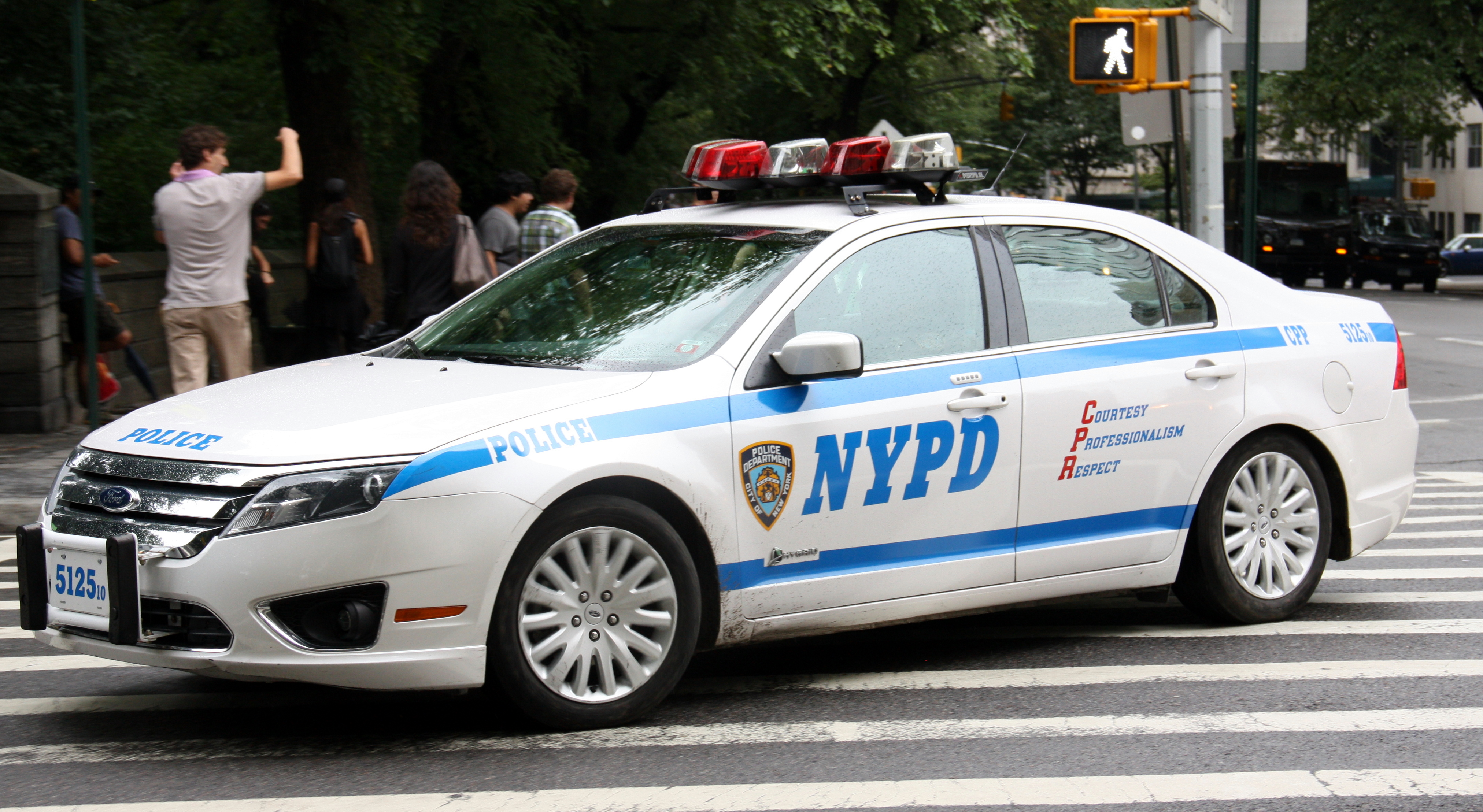
Véhicule de patrouille du NYPD, la police de la ville de New York.

Aux États-Unis, la police municipale est le service de police qui se limite au territoire de la ville où elle se situe. Les États-Unis disposent d'environ 31 000  municipalités mais environ 50 % d'entre elles ne disposent pas de corps de police.   
Dans les localités qui n'ont pas le statut de municipalité (qui ne sont pas des villes incorporées), la police est assurée par le comté et il existe environ 3080 unités de ce type, dirigées par un shériff (élu normalement pour 4 ans),  qui ont une compétence intercommunale pour des crimes et des délits, dont la compétence ne dépend pas de celle des États fédérés ou de l'Etat fédéral.

## Description
En 2021, le nombre de corps de police municipale est égal à environ 15 000 aux États-Unis.    
Les États-Unis, État fédéral, sont un pays où il existe un grand nombre de forces de police distinctes suivant l'échelon territorial (fédéral, État, comtés ou villes) où le domaine de compétence (sécurité routière, crimes et délits, stupéfiants, intervention, transports, frontières, etc.) signifie un service particulier de police .
Il n'existe pas aux États-Unis de police nationale dans le sens où on l'entend en Europe. Des agences ou services fédéraux de police, à compétence nationale, comme le Federal Bureau of Investigation (FBI), ne sont chargés que de lutter contre les crimes fédéraux. En 2021, environ 82 services de police, civils et militaires, sont de compétence fédérale.   
Le maintien classique de l'ordre est du ressort des polices locales ayant donc le pouvoir de faire respecter toutes les règlements applicables sur leur territoire. 
La taille d'une police municipale aux États-Unis peut varier d'un unique agent (parfois appelé marshal) dans les petites villes jusqu'aux 55 000 membres du New York City Police Department (NYPD). 
Le nom de ces polices municipales se compose souvent du nom de la ville suivi de Police Department et il est souvent abrégé sous la forme de leur acronyme. Par exemple :  
- Atlanta Police Department (APD)
- Chicago Police Department (CPD)
- Los Angeles Police Department (LAPD)
- New York City Police Department (NYPD)
- San Francisco Police Department (SFPD)

Il existe également des polices dites métropolitaines, Metropolitan Police Departments comme le Las Vegas Metropolitan Police Department, qui ont juridiction dans l'ensemble d'une agglomération et qui couvrent donc l'étendue de plusieurs municipalités. Ce type d'organisation est rare et répond à un besoin d'efficacité et de mutualisation de moyens par la fusion de plusieurs polices municipales. Les polices métropolitaines sont dirigées par un shérif.